# Igor Cotrim
Igor Cotrim Aires (16 listopada 1974 w São Paulo) – brazylijski aktor telewizyjny, teatralny i filmowy.

## Życiorys
Ukończył Wyższą Szkołę Sztuk Dramatycznych przy USP (Universidade de São Paulo). Po raz pierwszy znalazł się na szklanym ekranie w telenoweli Sandy i Junior (Sandy & Junior), emitowanej od kwietnia 1999 do marca 2003 przez kanał TV Globo, gdzie wystąpił jako Boca de Lixeira, przywódca gangu, który starał się podważyć zasady tytułowych bohaterów i ich przyjaciół. 
W telenoweli TV Globo Zakochana kobieta (Mulheres Apaixonadas, 2003) zagrał Romea. Powrócił na mały ekran jako Mateus Lopes w telenoweli Rede Bandeirantes Floribella (2005), a następnie pojawił się jako Jairo, członek gangu prowadzonego przez Anthony'ego (granego przez Dado Dolabella).  w telenoweli Rede Record Płomień miłości (Chamas da Vida, 2008). 
Debiutował na kinowym ekranie rolą transwestyty Madony w komedii romantycznej Elvis i Madona (Elvis & Madona, 2010).
Zagrał także w sztukach: Ewangelia według Jezusa Chrystusa (O evangelho segundo Jesus Cristo) José Saramago, Małżeństwo (O Casamento) Nelsona Rodriguesa oraz Kuchnia (A Cozinha) Arnolda Weskera. 
Pisze wiersze i sztuki teatralne. Ukazał się jego tomik poezji Nie jak tam! (Ali como lá!).
W 2015 przygotowywał się do roli brazylijskiego aktora porno Rogê Ferro w filmie Roge, ogniem i mieczem (Rogê, a ferro e fogo).

## Wybrana filmografia

### produkcje TV
- 1999-2003 - Sandy i Junior (Sandy & Junior) (Rede Globo) - Cleosvaldo (Boca)
- 2003 - Zakochana kobieta (Mulheres Apaixonadas (Rede Globo) - Romeu
- 2005 - Floribella (Rede Bandeirantes) - Mateus
- 2008 - Płomień miłości (Chamas da Vida, Rede Record) - Jairo
- 2009 - Ferma 2 (A Fazenda 2, Rede Record) - Igor Cotrim
- 2013 - Kwiat Karaibów (Flor do Caribe, Rede Globo) - Diego

### filmy fabularne
- 2010: Elvis i Madona (Elvis & Madona) jako Madona